# Sigmops longipinnis
Espèce
Synonymes
- Gonostoma longipinnis Mukhacheva, 1972

Sigmops longipinnis (ou Gonostoma longipinnis) est une espèce de poissons de la famille des Gonostomatidae (ordre des Stomiiformes) qui se rencontre dans l'océan Pacifique sud.

## Systématique
L'espèce Sigmops longipinnis a été initialement décrite en 1972 par l'ichtyologiste russe V. A. Mukhacheva (d) sous le protonyme de Gonostoma longipinnis.
Pour le WoRMS c'est ce dernier taxon qui est valide, contrairement à l’ITIS qui classe cette espèce sous le genre Sigmops.

## Étymologie
Son épithète spécifique, du latin longus, « pinnis », et pinnis, « nageoire », fait référence à ses longues nageoires paires et ce comparativement à celles de l'espèce  Sigmops elongatus.

## Publication originale
- Mukhacheva, 1972 : « On the systematics, distribution and biology of the Gonostoma species (Pisces, Gonostomatidae) ». Trudy Instituta okeanologii, vol. 93, pp. 205-249.